# Аустралска Острва
Аустралска Острва (француски: Îles Australes или Archipel des Australes, тахићански: Tuha'a Pae) су група од 7 острва у Јужном Пацифику, и део Француске Полинезије. Сва острва у овом архипелагу су вулканског порекла.
Број становника по попису из 2012. је 6.820, а највеће насеље је Руруту са 2.322 становника.